# Goukouni Oueddei
Goukouni Oueddei (Zouar, Tsjaad, 1944) is een politicus uit het Afrikaanse land Tsjaad, president van 1979 tot 1982.
Goukouni werd in 1944 geboren in Zouar, in de regio Tibesti in het noorden van Tsjaad. Hij was een zoon van Oueddei Kichidemi, een stamhoofd (derde) van de Teda-bevolkingsgroep van de Toeboe en vanaf 1967 actief voor de noordelijke beweging Frolinat tijdens de eerste Tsjadische Burgeroorlog (1965-1979).
Goukouni werd actief voor Frolinat en in de militaire tak daarvan. Na successen van Frolinat werd de burgeroorlog in 1979 beëindigd met de vorming van een regering van nationale eenheid; Goukouni werd (tijdelijk/interim) president van Tsjaad op 23 maart 1979. Daarna bleek de vrede niet duurzaam; nog in 1979 werd Goukouni (tijdelijk) vervangen als president. Na een nieuw vredesakkoord werd Goukouni op 10 november 1979 geïnstalleerd als president (dit keer niet als interim). 
In 1982 vatte Hissène Habré, ook uit het noorden en een voormalige bondgenoot van de Oueddei's in Frolinat, de strijd weer op met steun uit Soedan. De troepen van Habré hadden succes en veroverden op 7 juli 1982 de hoofdstad N'Djamena. Goukouni moest toen, via Kameroen, zijn land verlaten.  Daarna woonde hij in Libië (Tripoli) en Gabon (Libreville).